# Phanoderma islandicum
Phanoderma islandicum är en rundmaskart. Phanoderma islandicum ingår i släktet Phanoderma, och familjen Phanerodermatidae. Arten är reproducerande i Sverige.